# Kosma (biskup koptyjski)
Kosma (ur. 19 grudnia 1948) – duchowny Koptyjskiego Kościoła Ortodoksyjnego, od 2001 biskup Północnego Synaju.

## Życiorys
28 listopada 1982 złożył śluby zakonne w monasterze św. Menasa. Święcenia kapłańskie przyjął 24 listopada 1997. Sakrę biskupią otrzymał 9 września 2001.